# Amelia Piccinini
Pour les articles homonymes, voir Piccinini.
Amelia Piccinini, née le 17 janvier 1917, décédée le 3 avril 1979 est une ancienne athlète italienne qui pratiquait le lancer du poids et le saut en longueur. 
Elle a été médaillée d'argent lancer du poids lors des Jeux olympiques d'été de 1948.

## Palmarès

### Jeux olympiques d'été
- Jeux olympiques d'été de 1948 à Londres ( Royaume-Uni)
  -  Médaille d'argent au lancer du poids

### Championnats d'Europe d'athlétisme
- Championnats d'Europe d'athlétisme de 1946 à Oslo ( Norvège)
  - 4e au saut en longueur
  -  Médaille de bronze au lancer du poids